# Gering (Nebraska)
Gering es una ciudad ubicada en el condado de Scotts Bluff en el estado estadounidense de Nebraska. En el Censo de 2010 tenía una población de 8500 habitantes y una densidad poblacional de 763,4 personas por km².

## Geografía
Gering se encuentra ubicada en las coordenadas 41°49′39″N 103°39′54″O / 41.82750, -103.66500. Según la Oficina del Censo de los Estados Unidos, Gering tiene una superficie total de 11.13 km², de la cual 11.13 km² corresponden a tierra firme y (0%) 0 km² es agua.

## Demografía
Según el censo de 2010, había 8500 personas residiendo en Gering. La densidad de población era de 763,4 hab./km². De los 8500 habitantes, Gering estaba compuesto por el 89.55% blancos, el 0.59% eran afroamericanos, el 1.48% eran amerindios, el 0.39% eran asiáticos, el 0.09% eran isleños del Pacífico, el 5.48% eran de otras razas y el 2.41% pertenecían a dos o más razas. Del total de la población el 17.19% eran hispanos o latinos de cualquier raza.